# Jaime Munguía
Jaime Aarón Munguía Escobedo (Tijuana, 6 ottobre 1996) è un pugile messicano.
È stato detentore del titolo WBO dei pesi superwelter dal 2018 al 2019.

## Carriera
Munguía diventa professionista nel 2013. Vince tutti dei suoi primi 28 incontri e al ventinovesimo, sconfigge l'americano Sadam Ali e vince la cintura WBO dei pesi superwelter. Viene sconfitto per la prima volta il 4 maggio 2024 dal connazionale Canelo Álvarez.

## Record professionale
- 46 incontri disputati: 44 vittorie (35 KO), 2 sconfitte (1 KO)